# Mirosław Kijowicz
Mirosław Kijowicz (ur. 8 maja 1929 w Leningradzie, zm. 28 października 1999 w Wyszkowie) – polski reżyser filmów animowanych, krytyk filmowy, wykładowca Łódzkiej Szkoły Filmowej i Uniwersytetu Śląskiego (Wydziału Filmowego). 

## Życiorys
Urodził się w rodzinie Bazylego i Anieli z Rekoszów. W 1937 wraz z rodziną przyjechał do Polski.
Podczas niemieckiej okupacji był harcerzem Bojowych Szkół Szarych Szeregów, ps. Żaba. W 1944 trafił do II plutonu 2. kompanii batalionu „Parasol”. W jego szeregach uczestniczył w powstaniu warszawskim jako starszy strzelec. Odznaczony został Krzyżem Walecznych.
Ukończył historię sztuki na Uniwersytecie Warszawskim (1955) i Wydział malarstwa na  Akademii Sztuk Pięknych w Warszawie (1961). W latach 1956–1958 uprawiał krytykę artystyczną. W latach 1957–1959 malował współpracując przy realizacji filmów animowanych. Z Andrzejem Janem Wróblewskim przygotował dwie etiudy. Wycinankowy film Arlekin zrealizowany w ramach Amatorskiego Klubu Filmowego przy SDP. Film otrzymał nagrodę na Festiwalu filmów amatorskich w Katowicach w 1959. W latach 1960–1970 Kijowicz został zatrudniony w Studiu Filmów Rysunkowych. W tym okresie zrealizował 18 filmów, w tym nową wersję Arlekina. W 1970 przenosi się do Studia Miniatur Filmowych. Pracował jako wykładowca: w latach 1976–1981 na PWSFTviT w Łodzi, 1982–1984 na Uniwersytecie Villanova w USA, a potem na Wydziale Filmowym Uniwersytetu Śląskiego.
Od 1966 członek Stowarzyszenia Filmowców Polskich, w latach 1987–1991 członek Komitetu Kinematografii. Ponadto członek Światowego Związku Żołnierzy AK.
Jest jednym z bohaterów książki Jerzego Armaty Anima. Mistrzowie polskiej animacji (wyd. EGoFILM, Warszawa 2025).

### Filmografia
- 1991 – Kura
- 1985 – Silence
- 1983 – Rozmowa w pociągu (rysunki: Szymon Kobyliński)
- 1982 – Architektura i komputery (z W. Karpińskim)
- 1981 – Pali się, Płomień, W akcji
- 1980 – Iskra
- 1978 – A-B, The Water Babies (produkcja polsko-brytyjska)
- 1976 – Różdżka
- 1974 – Spawacz, Trawnik, Inspekcja, Manhattan, Ręka (nagrodzone w Krakowie w 1975)
- 1973 – Lajkonik, Pandora
- 1972 – Miasto, Magnolia
- 1972 – Oberhausen, Młyn (nagrodzone w Nowym Jorku w 1972)
- 1971 – Znaki (z Ryszardem Kuziemskim),
- 1971 – Droga (nagrody i wyróżnienia w Barcelonie w 1971 i Mannheim)
- 1970 – Warianty
- 1969 – Panopticum, Arlekin II
- 1968 – Miniatury, Uśmiech, Niebieska kula
- 1967 – Laterna Magica (nagroda na Mar del Plata 1968), Wiklinowy kosz
- 1966 – Rondo, Klatki (nagrodzone w Kraków w 1967, Annecy w 1967 – Grand Prix, Locarno w 1966, Oberhausen w 1967)
- 1965 – Sztandar (nagrodzony w Krakowie 1965, Bordighera w 1967, Barcelonie w 1967)
- 1964 – Portrety, Kabaret (nagrodzony w Mar del Plata – Fipresci)
- 1963 – Miasto
- 1961 – Bajka o smoku (nagrodzony w Krakowie w 1963)
- 1960 – Arlekin

## Ordery i odznaczenia
- Złoty Krzyż Zasługi (1975)[5]
- Krzyż Walecznych[2]
- Warszawski Krzyż Powstańczy[6]
- Krzyż Armii Krajowej